# Muthakur, Piriyapatna
Muthakur là một làng thuộc tehsil Piriyapatna, huyện Mysore, bang Karnataka, Ấn Độ.